# Rolando Cepeda
Rolando Cepeda Abreu (ur. 13 marca 1989 w Cienfuegos) – kubański siatkarz, grający na pozycji atakującego, reprezentant Kuby. 

## Przebieg kariery
| –2015                     | Sancti Spíritus               |
| 2015/2016                 | PAOK Saloniki                 |
| 2018/2019                 | İnegöl Belediyesi             |
| 2019/2020                 | Al Kuwait Kaifan              |
| 2020/2021                 | Sorgun Belediyespor           |
| 2021/2022 (od 02.01.2022) | Bursa Büyükşehir Belediyespor |

## Sukcesy klubowe
Mistrzostwo Grecji:
- 2016

## Sukcesy reprezentacyjne
Mistrzostwa Ameryki Północnej, Środkowej i Karaibów Kadetów:
- 2006

Mistrzostwa Świata Juniorów:
- 2009

Mistrzostwa Ameryki Północnej:
- 2009, 2011
- 2015
- 2013

Puchar Wielkich Mistrzów:
- 2009

Mistrzostwa Świata:
- 2010[3]

Igrzyska Panamerykańskie:
- 2011

Liga Światowa:
- 2012[4]

Puchar Panamerykański:
- 2014

## Nagrody indywidualne
- 2006 - Najlepszy serwujący Mistrzostw Ameryki Północnej, Środkowej i Karaibów Kadetów
- 2013 - Najlepszy punktujący Mistrzostw Ameryki Północnej
- 2014 - MVP Pucharu Panamerykańskiego
- 2015 - Najlepszy atakujący Mistrzostw Ameryki Północnej